# Список эпизодов телесериала «Полиция Чикаго»
Список эпизодов американского телесериала «Полиция Чикаго», созданного Дереком Хаасом и Майклом Брандтом. В центре сюжета находятся работники полицейского департамента города Чикаго, в частности две группы полицейских, которые находятся на разных ступенях власти. Премьера телесериала состоялась 8 января 2014 года на канале NBC.

## Обзор сезонов
| Сезон | Сезон | Эпизоды | Оригинальная дата показа | Оригинальная дата показа | Рейтинг Нильсена | Рейтинг Нильсена    |
| Сезон | Сезон | Эпизоды | Премьера сезона          | Финал сезона             | Ранк             | Зрители в США (млн) |
| ----- | ----- | ------- | ------------------------ | ------------------------ | ---------------- | ------------------- |
|       | 1     | 15      | 8 января 2014            | 21 мая 2014              | 55               | 8.03                |
|       | 2     | 23      | 24 сентября 2014         | 20 мая 2015              | 51               | 8.74                |
|       | 3     | 23      | 30 сентября 2015         | 25 мая 2016              | 47               | 8.71                |
|       | 4     | 23      | 21 сентября 2016         | 17 мая 2017              | 36               | 8.48                |
|       | 5     | 22      | 27 сентября 2017         | 9 мая 2018               | 24               | 10.32               |
|       | 6     | 22      | 26 сентября 2018         | 22 мая 2019              | 18               | 10,80               |
|       | 7     | 20      | 25 сентября 2019         | 15 апреля 2020           | 11               | 11.23               |
|       | 8     | 16      | 11 ноября 2020           | 26 мая 2021              | 10               | 9.73                |
|       | 9     | 22      | 22 сентября 2021         | 25 мая 2022              | 10               | 9.18                |
|       | 10    | 22      | 21 сентября 2022         | 24 мая 2023              | 11               | 8.27                |
|       | 11    | 13      | 17 января 2024           | 22 мая 2024              | 13               | 7.87                |
|       | 12    | 22      | 25 сентября 2024         | 21 мая 2025              | TBA              | TBA                 |
|       | 13    | TBA     | 1 октября 2025           | 2026                     | TBA              | TBA                 |

## Список серий

### Сезон 1 (2014)
| № общий | № в сезоне | Название                                             | Режиссёр          | Автор сценария                                                            | Дата премьеры   | Зрители в США (млн) |
| ------- | ---------- | ---------------------------------------------------- | ----------------- | ------------------------------------------------------------------------- | --------------- | ------------------- |
| 1       | 1          | «Stepping Stone» «Ступень»                           | Майкл Словис      | Мэтт Олмстед                                                              | 8 января 2014   | 8.59                |
| 2       | 2          | «Wrong Side of the Bars» «На скамье подсудимых»      | Джо Чаппелль      | Майкл Брандт и Дерек Хаас                                                 | 15 января 2014  | 5.50                |
| 3       | 3          | «Chin Check» «Проверка подбородка»                   | Сэнфорд Букставер | Дэвид Хаселтон                                                            | 22 января 2014  | 6.24                |
| 4       | 4          | «Now Is Always Temporary» «Сейчас временное явление» | Марк Тинкер       | Денитрия Харрис-Лоуренс                                                   | 29 января 2014  | 6.89                |
| 5       | 5          | «Thirty Balloons» «Тридцать воздушных шаров»         | Карен Гавиола     | Крэйг Гор и Тим Уолш                                                      | 5 февраля 2014  | 6.00                |
| 6       | 6          | «Conventions»                                        | Алик Сахаров      | Мэйша Клоссон                                                             | 26 февраля 2014 | 8.00                |
| 7       | 7          | «The Price We Pay»                                   | Марк Тинкер       | Майкл Брандт и Дерек Хаас                                                 | 5 марта 2014    | 6.05                |
| 8       | 8          | «Different Mistakes»                                 | Фред Бернер       | Брайан Гарсиа                                                             | 12 марта 2014   | 5.84                |
| 9       | 9          | «A Material Witness»                                 | Сэнфорд Букставер | Майк Батистик                                                             | 19 марта 2014   | 5.74                |
| 10      | 10         | «At Least It's Justice»                              | Майкл Словис      | Крэйг Гор и Тим Уолш                                                      | 2 апреля 2014   | 5.75                |
| 11      | 11         | «Turn Off the Light»                                 | Ник Гомес         | Дэвид Хаселтон                                                            | 9 апреля 2014   | 6.49                |
| 12      | 12         | «8:30 PM»                                            | Марк Тинкер       | История: Дик Вульф и Мэтт Олмстед Телесценарий: Майкл Брандт и Дерек Хаас | 30 апреля 2014  | 7.28                |
| 13      | 13         | «My Way»                                             | Карен Гавиола     | Мэтт Олмстед и Майк Батистик                                              | 7 мая 2014      | 5.39                |
| 14      | 14         | «The Docks»                                          | Ник Гомес         | Крэйг Гор и Тим Уолш                                                      | 14 мая 2014     | 6.06                |
| 15      | 15         | «A Beautiful Friendship»                             | Марк Тинкер       | История: Майк Батистик Телесценарий: Майкл Брандт и Дерек Хаас            | 21 мая 2014     | 6.27                |

### Сезон 2 (2014—2015)
| № общий | № в сезоне | Название                         | Режиссёр          | Автор сценария                                                                | Дата премьеры    | Зрители в США (млн) |
| ------- | ---------- | -------------------------------- | ----------------- | ----------------------------------------------------------------------------- | ---------------- | ------------------- |
| 16      | 1          | «Call It Macaroni»               | Марк Тинкер       | Мэтт Олмстед                                                                  | 24 сентября 2014 | 8.51                |
| 17      | 2          | «Get My Cigarettes»              | Артур Форни       | Крэйг Гор и Тим Уолш                                                          | 1 октября 2014   | 6.63                |
| 18      | 3          | «The Weigh Station»              | Ник Гомес         | Майк Батистик                                                                 | 8 октября 2014   | 6.67                |
| 19      | 4          | «Chicken, Dynamite, Chainsaw»    | Реза Табризи      | Мо Маси                                                                       | 15 октября 2014  | 6.78                |
| 20      | 5          | «An Honest Woman»                | Марк Тинкер       | Майкл Уайсс                                                                   | 22 октября 2014  | 6.85                |
| 21      | 6          | «Prison Ball»                    | Сэнфорд Букставер | Эдуардо Хавьер Канто и Райан Мальдонадо                                       | 5 ноября 2014    | 6.15                |
| 22      | 7          | «They'll Have to Go Through Me»  | Сэнфорд Букставер | История: Дик Вульф и Мэтт Олмстед Телесценарий: Мэйша Клоссон                 | 12 ноября 2014   | 9.54                |
| 23      | 8          | «Assignment of the Year»         | Ник Гомес         | Мик Бетанкорт                                                                 | 19 ноября 2014   | 7.29                |
| 24      | 9          | «Called in Dead»                 | Алик Сахаров      | Крэйг Гор и Тим Уолш                                                          | 10 декабря 2014  | 6.71                |
| 25      | 10         | «Shouldn't Have Been Alone»      | Фред Бернер       | Майкл Уайсс                                                                   | 7 января 2015    | 7.41                |
| 26      | 11         | «We Don't Work Together Anymore» | Марио Ван Пиблз   | Майк Батистик и Мо Маси                                                       | 14 января 2015   | 6.77                |
| 27      | 12         | «Disco Bob»                      | Холли Дэйл        | Мэйша Клоссон и Коул Малиска                                                  | 21 января 2015   | 7.00                |
| 28      | 13         | «A Little Devil Complex»         | Стив Шилл         | Майкл Брандт и Дерек Хаас                                                     | 4 февраля 2015   | 7.58                |
| 29      | 14         | «Erin's Mom»                     | Марк Тинкер       | Крэйг Гор и Тим Уолш                                                          | 11 февраля 2015  | 6.58                |
| 30      | 15         | «What Do You Do»                 | Ник Гомес         | Майкл Брандт и Дерек Хаас                                                     | 18 февраля 2015  | 7.08                |
| 31      | 16         | «What Puts You On That Ledge»    | Фред Бернер       | Эдуардо Хавьер Канто и Райан Мальдонадо                                       | 25 февраля 2015  | 7.43                |
| 32      | 17         | «Say Her Real Name»              | Ник Гомес         | История: Дик Вульф и Мэтт Олмстед Телесценарий: Крэйг Гор и Тим Уолш          | 25 марта 2015    | 6.34                |
| 33      | 18         | «Get Back to Even»               | Янн Тёрнер        | Майкл Уайсс                                                                   | 1 апреля 2015    | 6.59                |
| 34      | 19         | «The Three G's»                  | Сэнфорд Букставер | Крэйг Гор и Тим Уолш                                                          | 8 апреля 2015    | 6.73                |
| 35      | 20         | «The Number of Rats»             | Ник Гомес         | История: Мэтт Олмстед и Уоррен Лайт Телесценарий: Мэтт Олмстед и Коул Малиска | 29 апреля 2015   | 8.07                |
| 36      | 21         | «There's My Girl»                | Марк Тинкер       | Майк Батистик и Мо Маси                                                       | 6 мая 2015       | 6.54                |
| 37      | 22         | «Push The Pain Away»             | Сэнфорд Букставер | История: Эдуардо Хавьер Канто и Райан Мальдонадо Телесценарий: Майкл Уайсс    | 13 мая 2015      | 6.94                |
| 38      | 23         | «Born Into Bad News»             | Марк Тинкер       | Крэйг Гор и Тим Уолш                                                          | 20 мая 2015      | 7.21                |

### Сезон 3 (2015—2016)
| № общий | № в сезоне | Название                                     | Режиссёр            | Автор сценария                                                                      | Дата премьеры    | Зрители в США (млн) |
| ------- | ---------- | -------------------------------------------- | ------------------- | ----------------------------------------------------------------------------------- | ---------------- | ------------------- |
| 39      | 1          | «Life is Fluid»                              | Артур Форни         | Крэйг Гор и Тим Уолш                                                                | 30 сентября 2015 | 6.65                |
| 40      | 2          | «Natural Born Storyteller»                   | Марк Тинкер         | Майк Уайсс                                                                          | 7 октября 2015   | 6.49                |
| 41      | 3          | «Actual Physical Violence»                   | Фред Бернер         | Эдуардо Хавьер Канто и Райан Мальдонадо                                             | 14 октября 2015  | 6.58                |
| 42      | 4          | «Debts of the Past»                          | Рон Шмидт           | Майкл Брандт и Дерек Хаас                                                           | 21 октября 2015  | 6.24                |
| 43      | 5          | «Climbing Into Bed»                          | Марк Тинкер         | Коул Малиска                                                                        | 28 октября 2015  | 6.14                |
| 44      | 6          | «You Never Know Who's Who»                   | Лин Оединг          | Крэйг Гор и Тим Уолш                                                                | 28 октября 2015  | 6.14                |
| 45      | 7          | «A Dead Kid, a Notebook and a Lot of Maybes» | Шарлотта Брандстрём | Тимоти Дж. Секстон                                                                  | 4 ноября 2015    | 6.48                |
| 46      | 8          | «Forget My Name»                             | Ник Гомес           | Майк Уайсс                                                                          | 11 ноября 2015   | 6.79                |
| 47      | 9          | «Never Forget I Love You»                    | Терри Миллер        | История: Райан Мальдонадо и Эдуардо Хавьер Канто Телесценарий: Крэйг Гор и Тим Уолш | 18 ноября 2015   | 6.47                |
| 48      | 10         | «Now I'm God»                                | Холли Дейл          | Джейми Пачино                                                                       | 6 января 2016    | 8.75                |
| 49      | 11         | «Knocked The Family Right Out»               | Марк Тинкер         | Мо Маси                                                                             | 13 января 2016   | 7.99                |
| 50      | 12         | «Looking Out For Stateville»                 | Фред Бернер         | Крэйг Гор и Тим Уолш                                                                | 20 января 2016   | 6.52                |
| 51      | 13         | «Hit Me»                                     | Рон Шмидт           | Майк Уайсс и Коул Малиска                                                           | 3 февраля 2016   | 7.22                |
| 52      | 14         | «The Song of Gregory Williams Yates»         | Майкл Гроссман      | Джейми Пачино                                                                       | 10 февраля 2016  | 8.28                |
| 53      | 15         | «A Night Owl»                                | Ник Гомес           | Тимоти Дж. Секстон                                                                  | 17 февраля 2016  | 7.45                |
| 54      | 16         | «The Cases that Need to be Solved»           | Жан де Сегонзан     | Мэтт Олмстед                                                                        | 24 февраля 2016  | 6.99                |
| 55      | 17         | «Forty-Caliber Bread Crumb»                  | Джанн Тёрнер        | Крэйг Гор и Тим Уолш                                                                | 2 марта 2016     | 7.17                |
| 56      | 18         | «Kasual with a K»                            | Дэвид Родригес      | Эдуардо Хавьер Канто и Райан Мальдонадо                                             | 23 марта 2016    | 6.27                |
| 57      | 19         | «If We Were Normal»                          | Марк Тинкер         | Мо Маси                                                                             | 30 марта 2016    | 6.79                |
| 58      | 20         | «In A Duffel Bag»                            | Ник Гомес           | Джейми Пачино                                                                       | 4 мая 2016       | 6.32                |
| 59      | 21         | «Justice»                                    | Жан де Сегонзан     | История: Дик Вульф Телесценарий: Майкл Брандт, Дерек Хаас и Мэтт Олмстед            | 11 мая 2016      | 6.75                |
| 60      | 22         | «She's Got Us»                               | Лин Оединг          | Майк Уайсс                                                                          | 18 мая 2016      | 6.93                |
| 61      | 23         | «Start Digging»                              | Марк Тинкер         | Крэйг Гор и Тим Уолш                                                                | 25 мая 2016      | 6.88                |

### Сезон 4 (2016—2017)
| № общий | № в сезоне | Название                               | Режиссёр            | Автор сценария                      | Дата премьеры    | Зрители в США (млн) |
| ------- | ---------- | -------------------------------------- | ------------------- | ----------------------------------- | ---------------- | ------------------- |
| 62      | 1          | «The Silos»                            | Марк Тинкер         | Мэтт Олмстед                        | 21 сентября 2016 | 6.87                |
| 63      | 2          | «Made a Wrong Turn»                    | Фред Бернер         | Крэйг Гор и Тим Уолш                | 28 сентября 2016 | 6.14                |
| 64      | 3          | «All Cylinders Firing»                 | Ник Гомес           | Майк Уайсс                          | 5 октября 2016   | 6.22                |
| 65      | 4          | «Big Friends, Big Enemies»             | Рон Шмидт           | Гвен Сиган                          | 12 октября 2016  | 6.15                |
| 66      | 5          | «A War Zone»                           | Эрик Ла Саль        | Тиллер Расселл                      | 26 октября 2016  | 5.82                |
| 67      | 6          | «Some Friend»                          | Марк Тинкер         | Тимоти Дж. Секстон                  | 9 ноября 2016    | 5.70                |
| 68      | 7          | «300,000 Likes»                        | Шарлотта Брандстрём | Джейми Пачино                       | 16 ноября 2016   | 6.11                |
| 69      | 8          | «A Shot Heard Around the World»        | Терри Миллер        | Мэтт Олмстед и Гвен Сиган           | 16 ноября 2016   | 6.11                |
| 70      | 9          | «Don't Bury This Case»                 | Чарли Ноулан        | Крэйг Гор и Тим Уолш                | 3 января 2017    | 7.89                |
| 71      | 10         | «Don't Read the News»                  | Ник Гомес           | Майк Уайсс                          | 4 января 2017    | 6.30                |
| 72      | 11         | «You Wish»                             | Марк Тинкер         | Тиллер Расселл                      | 11 января 2017   | 6.60                |
| 73      | 12         | «Sanctuary»                            | Джон Хайамс         | Тимоти Дж. Секстон                  | 18 января 2017   | 7.11                |
| 74      | 13         | «I Remember Her Now»                   | Дэвид Родригес      | Гвен Сиган                          | 8 февраля 2017   | 6.27                |
| 75      | 14         | «Seven Indictments»                    | Марк Тинкер         | Джейми Пачино                       | 15 февраля 2017  | 6.68                |
| 76      | 15         | «Favor, Affection, Malice or Ill-Will» | Холли Дэйл          | Крэйг Гор и Тим Уолш                | 22 февраля 2017  | 6.68                |
| 77      | 16         | «Emotional Proximity»                  | Реза Табризи        | Мэтт Олмстед                        | 1 марта 2017     | 9.59                |
| 78      | 17         | «Remember The Devil»                   | Рон Шмидт           | Майкл Уайсс                         | 22 марта 2017    | 6.39                |
| 79      | 18         | «Little Bit of Light»                  | Лин Оединг          | Гвен Сиган                          | 29 марта 2017    | 6.10                |
| 80      | 19         | «Last Minute Resistance»               | Джон Хаймс          | Тимоти Дж. Секстон                  | 5 апреля 2017    | 6.52                |
| 81      | 20         | «Grasping for Salvation»               | Дэвид Родригес      | Тиллер Расселл                      | 26 апреля 2017   | 6.27                |
| 82      | 21         | «Fagin»                                | Фред Бернер         | Крэйг Гор и Тим Уолш                | 3 мая 2017       | 6.15                |
| 83      | 22         | «Army of One»                          | Джон Уайтселл       | Тиллер Расселл и Тимоти Дж. Секстон | 10 мая 2017      | 6.17                |
| 84      | 23         | «Fork in the Road»                     | Марк Тинкер         | Майкл Уайсс                         | 17 мая 2017      | 6.50                |

### Сезон 5 (2017—2018)
| № общий | № в сезоне | Название                 | Режиссёр      | Автор сценария                                                | Дата премьеры    | Зрители в США (млн) |
| ------- | ---------- | ------------------------ | ------------- | ------------------------------------------------------------- | ---------------- | ------------------- |
| 85      | 1          | «Reform»                 | Эрик Ла Саль  | Рик Эйд                                                       | 27 сентября 2017 | 6.11                |
| 86      | 2          | «The Thing About Heroes» | Рон Шмидт     | John Dove                                                     | 4 октября 2017   | 6.19                |
| 87      | 3          | «Promise»                | Джон Уайтселл | Тимоти Дж. Секстон                                            | 11 октября 2017  | 6.07                |
| 88      | 4          | «Snitch»                 | Терри Миллер  | История: Рик Эйд и Гевин Харрис Телесценарий: Рик Эйд         | 18 октября 2017  | 5.79                |
| 89      | 5          | «Home»                   | Эрик Ла Саль  | Шэрон Ли Уотсон                                               | 25 октября 2017  | 6.16                |
| 90      | 6          | «Fallen»                 | Ник Гомес     | Гевин Харрис                                                  | 8 ноября 2017    | 5.16                |
| 91      | 7          | «Care Under Fire»        | Лили Мариай   | Гвен Сиган                                                    | 15 ноября 2017   | 6.39                |
| 92      | 8          | «Politics»               | Марк Тинкер   | Кинан Копен                                                   | 29 ноября 2017   | 6.95                |
| 93      | 9          | «Monster»                | Валери Вейс   | Тимоти Дж. Секстон                                            | 6 декабря 2017   | 6.52                |
| 94      | 10         | «Rabbit Hole»            | Карл Ситон    | Рик Эйд и Гвен Сиган                                          | 3 января 2018    | 6.78                |
| 95      | 11         | «Confidential»           | Марк Тинкер   | Рик Эйд и Шэрон Ли Уотсон                                     | 10 января 2018   | 6.86                |
| 96      | 12         | «Captive»                | Эрик Ла Саль  | Гевин Харрис                                                  | 17 января 2018   | 6.66                |
| 97      | 13         | «Chasing Monsters»       | Терри Миллер  | John Dove                                                     | 31 января 2018   | 6.72                |
| 98      | 14         | «Anthem»                 | Джон Хайамс   | Тимоти Дж. Секстон                                            | 7 февраля 2018   | 7.25                |
| 99      | 15         | «Sisterhood»             | Рон Шмидт     | Рик Эйд и Кэтрин Висконти                                     | 28 февраля 2018  | 6,09                |
| 100     | 16         | «Profiles»               | Эрик Ла Саль  | Гвен Сиган                                                    | 7 марта 2018     | 6,62                |
| 101     | 17         | «Breaking Point»         | Терри Миллер  | Шэрон Ли Уотсон                                               | 14 марта 2018    | 6,54                |
| 102     | 18         | «Ghosts»                 | Ник Гомес     | Гэвин Харрис                                                  | 21 марта 2018    | 6,92                |
| 103     | 19         | «Payback»                | Николь Рубио  | История: Джон Дав и Тимоти Дж. Секстон Телесценарий: Джон Дав | 11 апреля 2018   | 5,89                |
| 104     | 20         | «Saved»                  | Пол Маккрейн  | Гвен Сиган                                                    | 18 апреля 2018   | 6,62                |
| 105     | 21         | «Allegiance»             | Карл Ситон    | Рик Эйд и Тимоти Дж. Секстон                                  | 2 мая 2018       | 6,06                |
| 106     | 22         | «Homecoming»             | Эрик Ла Саль  | Рик Эйд и Тимоти Дж.Секстон                                   | 9 мая 2018       | 6,34                |

### Сезон 6 (2018—2019)
| № общий | № в сезоне | Название                                                | Режиссёр           | Автор сценария                                                                    | Дата премьеры    | Зрители в США (млн) |
| --- | ---------- | ------------------------------------------------------- | ------------------ | --------------------------------------------------------------------------------- | ---------------- | ------------------- |
| 107 | 1          | «New Normal» «Новый порядок»                            | Эрик Ла Саль       | Рик Эйд                                                                           | 26 сентября 2018 | 7,14                |
| Войд приехал на место где погибло несколько подростков от передозировки. Туда же приехал заместитель управляющего Бренон и отстраняет Войда от дела, так как в его деле по убийству заказчика Алински есть 2 свидетеля, которые утверждают, что Войд убил его. Героин оказывается на аккумуляторной кислоте, и это означает, что эти смерти от передозировки — убийства. Копы нашли дилера и украли у него закладку, и тот позвонил своему поставщику, тем самым выдав его. Поставщик не сообщает, кто ему поставляет наркотики. Уже 6 жертв. Рузек обращается к Войду под секретом. Войд даёт наводку на Фила Гембла — именно он поставщик наркотиков с меткой паука. Холстед достал из мобильника поставщика то, что он звонил 22 раза за последнее время в район к мексиканцам — Эрнесто Варго который связан с крупными поставщиками в Мексике. При обыске на квартире Варго, Варго нашли мертвым. По полиции стреляет пацан Варго. Поставщик Джелан так и не колится, а смерти от наркоты только растут. Войд проникает в дом Джелану и просит Рузека дать трубку Джелану, чтобы тот смог поговорить со своей девушкой. Войд угрожает сжечь все его деньги, если он не заговорит. Джелан колется. По месту фасовки выезжает группа задержания. Товар там. Рузек и Диего сильно поругались из-за того, что Рузек тайно обращается к отстраненному Войду за помощью. Войд получает потерянное видео с камеры которое доказывает его невинность. Заместитель управляющего Бренон специально затягивала расследование по Войду и предложила, чтобы тот стал ей «другом», цена которую озвучил Войд — это полное оправдание Алински, чтобы жена и дети сохранили пенсию. Жена Алински через Труди передала, что она не хочет видеть Войда на похоронах. |            |                                                         |                    |                                                                                   |                  |                     |
| 108 | 2          | «Endings» «Завершение (Кроссовер. Часть 3)»             | Дэвид Родригез     | Гвен Сиган                                                                        | 3 октября 2018   | 7,78                |
| Поиски сбежавшей женщины с пожара - она вырезала чип, и убежала из больницы. Полиция удаётся найти девушку уже в предсмертном состоянии. Девушка умерла в больнице но перед смертью успела рассказать важные детали начала пожара. Пятый погибший на пожаре Эдгар Торез глава картеля Синалола. Наркополиция просит вести расследование тихо, взамен Войд просит всю информацию по Торезу. Подозрение упали на сына водителя Эдгара в Чикаго Карлоса Мендозы - Дэниела так же члена картеля. У Войда и Холстеда возникает идея надавить на Хуана - второго сына Карлоса, чтобы вынудить Карлоса сдать Дэниела. Карлос поддаётся на манипуляцию и сдаёт Дэниела чтобы спасти Хуана. Дэниел при задержании пытался скрыться, но Холстед его подстрелил, хотя тоже был ранен. |            |                                                         |                    |                                                                                   |                  |                     |
| 109 | 3          | «Bad boys» «Плохие парни»                               | Ник Гомес          | Тимоти Дж. Секстон                                                                | 10 октября 2018  | 7,16                |
| Рузек и Хейли проснулись вместе. Собираются делать вид что ничего не было. Выезд на выстрелы в сити вилледж — оказалось убийством Карлоса Кото. Грабители взяли заложника девушку и уехали на синей хонде. Криминалисты нашли в дверях брелок от БМВ, принадлежащей Гилкресту, который судился с полицией. По приезде оказалось, что машина дочери, и, скорее всего, её и похитили. Телефон Валерии пропинговали и приехали к обугленному каркасу автомобиля. Похитители-грабители работают давно именно по заведениям сити виледж так как большинство там эмигранты и заявлять в полицию не будут. У грабителей хорошая подготовка так как они знают когда нападать, когда заведение заполнено и как отходить, чтобы не попасться. Гилкрест заклеил весь район объявлениями о выплате вознаграждения за дочь — это сильно не понравилось Войду. Люди оборвали все телефоны полиции. Уборщик мусора рассказал, что видел убегающую девушку, за которой гнался полноватый латиноамериканец, бежали в сторону склада. На складе было много крови и раненая Валерия, она не смогла дать информацию для полиции так ничего не запомнила. В одном из заведений девушка рассказала, что люди больше боятся не грабителей, а «крышевателей», и сдаёт банду Джони Маргеса. У Войда подозрения, что все эти ограбления — заказ Джони. Войд давит на Джони и тот сдаёт всю банду. Одного задерживают но он всё отрицает. Гилкрест выдаёт награду мусорщику. Спустя день мусорщика убивают. Хорхе выпускают в надежде что он позвонит другим членам банды, но он выходит и убивает главаря. Ким нашла на телефоне Валерии Гилкрест фотографии, которые показывают что Валерия с Хорхе уже как месяц встречаются. Гилхерст просит дочь помочь полиции заманить Хорхе в ловушку, но в последний момент она советует ему бежать. Его задерживают. Валерию также арестовывают. Войд добился снятия обвинения с Алински и восстановления всех наград и регалий и пенсии для семьи. |            |                                                         |                    |                                                                                   |                  |                     |
| 110 | 4          | «Ride Along» «Попутчица»                                | Николь Рубио       | Гэвин Харрис                                                                      | 17 октября 2018  | 6,95                |
| Объявлен экзамен на детектива, Ким сомневается, Рузек напоминает ей, что она этого хотела со времён академии. Заместитель управляющего Бренон просит Ким провести экскурсию на патрульной машине ребёнку одной шишке, которая тоже хочет стать полицейским. Во время экскурсии поступает вызов о предстоящем ограблении недалеко от маршрута экскурсии, и Кендра надавила на Ким и они поехали на сигнал. Внезапная стрельба заставляет Ким реагировать, Ким приказывает Кендре сидеть в машине. Ким помогла случайно раненому прохожему, дала наводку куда побежал преступник. Вернулась в авто а Кендры там уже не было. Во время ограбления хозяин вернулся домой, началась стрельба и его грабители убили, но он так же убил одного грабителя. Кендру находят дома, она испугалась и убежала. Полиция ищет второго грабителя — под подозрением Трент, давний сообщник убитого. Трента находят у его брата и он всё отрицает. Полиция нашла ещё 10 похожих сценариев ограблений. Ким по совету заместитель Бренон врёт совету рассматривающих стрельбу о том, что она была одна на вызове. К Ким пришёл свидетель и рассказал что Кендра столкнулась с грабителем убийцей в переулке. Ким сообщает заместителю Бренон и понимает, что та ей воспользовалась, и сказала ей выкручиваться как-нибудь без Кендры. Единственная кто вёл к Тренту это Шелби, которая сбывала краденое — её находят мёртвой в притоне. Видео с камеры видеонаблюдения показывает что грабитель убегая лицом к лицу столкнулся с Кендрой. Ким и ЭдВотер едут её опрашивать. Кендра долго отпиралась, что ни чего не видела, но созналась что её мать заставила молчать, и согласилась опознать его. И она указала на Трента и сказала, что у него татуировка черепа на правой руке. Войд понимает что у Ким проблемы и просит Труди позвонить Луизе Чен. На выезде за Трентом застали его брата которого избил Трент и сбежал на его машине. Его нашли в гостинице он принял наркотики и едва жив, Ким впрыскивает ему наркан, он очнулся и его арестовали. Диего всю серию страдал от своего плеча, и подсел на геракодон. |            |                                                         |                    |                                                                                   |                  |                     |
| 111 | 5          | «Fathers and Sons» «Отцы и сыновья»                     | Эрик Ла Саль       | Джеффри Начманофф                                                                 | 24 октября 2018  | 6,64                |
| Информатор сообщил Войду что в его отель приехал наркодилер латиноамериканец, поселился в номере 204. При попытки задержания он побежал и открыл стрельбу по полиции - встречным огнём он был убит. В номере полиция нашла распотрошённую девушку. Оба работали в баре скорпион, мужчина барменом, девушка танцовщицей. Хейли в баре клуба покупает пакетик дури и говорит что её парень богатый и предлагает сделку бармену. В качестве богатого парня выступает Рузек и он просит у Лари 3 кг, Лари не занимается такими большими партиями и сводит Рузека со Спиро. На встречи со Спиро Рузек встречает своего отца полицейского который работает на Спиро. Отец Рузека не грязный коп, но всё же надеется, что его имя не будет в отчётах. Новая зацепка Рита подруга Спиро. Полиция давят через её пьяное вождение, чтобы она рассказала все о Спиро, начто Рита сказала что Спиро хороший человек. Войд показал, что стало с Глорией и какой Спиро хороший человек и Рита рассказала, что у Спиро есть другой телефон. Риту находят убитой в собственной квартире. У Хейли подозрение что отец Рузека сдал Риту Спиро. Ким находит зацепку запись с камер указывает на Хуана Моралеза. Рузек выводит Спиро на сделку. Спиро на сделку приезжает с отцом Рузека. Спиро сказал Бобу, что здесь у него сделка по недвижимости, и попросил быть его в машине на улице. Рузек на сделку пошёл с Эдвотером а Спиро с Маралезом и полным геликом охраны. Боб заходит и начинает пальбу по бандитам. Группа поддержки Рузека идёт на штурм. Задерживает всех. Отец Рузека с огнестрельным ранением попал в больницу. Рузек боится, что отдел внутренних расследований накажет его отца, но Войд его успокоил и сказал что Боб был в их команде под прикрытием и помог раскрыть это дело. |            |                                                         |                    |                                                                                   |                  |                     |
| 112 | 6          | «True or False» «Правда или ложь»                       | Пол Маккрейн       | История: Рик Эйд и Гэвин Харрис Телесценарий: Рик Эйд                             | 31 октября 2018  | 6,95                |
| Вызов на крики девушки в квартире. Рузек и Хейли приехали вдвоём. От дома отъезжала синяя хонда и она чуть не сбила Рузека. Хейли дома обнаруживала сильно раненую девушку - которая умерла у неё на руках. Убита Элисон - жена бывшего обвинителя Джейсона. Подозрение на неудавшееся ограбление. Девушка которая услышала крики и вызвала полицию, сообщила что видела утром подозрительного афроамериканца. Хонда выводит на Джерома Ёрка. Войд догадывается о связи Рузека и Хейли. Джером вчера отдал машину соседу Дэвиду Уйлямсу, который живёт с бабушкой. Но у Джерома дома была дочь с синяком под глазом, Джером сказал что это на футболе а Хейли подозревает его в домашнем насилии. Когда приехали к Дэвиду он побежал от копов, они его задержали и он сказал что он не причастен к убийству на нордсайт, хотя полиция его ещё ни о чём не спрашивала. Оказывается что он под кайфом и во время убийства был в парке с Богом и курил травку. Результаты по отпечаткам пришли и они не совпадают с отпечатками Дэвида, но свидетельница его точно опознала. Хейли нашла в личном деле Дэвида информацию о домашнем насилии и рассказала свою историю (как её и её братьев в детстве бил отец, всем что под руку попадалось), что повлияло на Дэвида и он раскололся. ЭдВотер думает что Хейли актриса. Находят ДНК - клочок волос в квартире убитой - и они указывают на рецидивиста Нейта Стивинсена, который то сидит то выходит с 18 лет. Группа захвата в доме Нейта находит часы Картье - заявленные в списке похищенного из дома убитой. Холстед подтверждает алиби Дэвида о том что он был в парке во время убийства. Но к этому времени Дэвид повесился в камере. На телефоне Дэвида били СМС с угрозами про стукача. Группа выезжает на место регистрации телефона с которого приходили эти смс и находит там убитого Нэйта. Видео с камер наблюдения показывает что Нэйтана убил Джейсон, а финансовые операции говорят о том что Джейсон заплатил Нейтану за убийство жены. Причина убийства желание Элисон развестись с ним. Причина по которой Элисон хотела с ним развестись то что он её избивал. Джейсон скрывается но вытянуть его из подполья помогает заместитель Бренон. При задержании Джейсон пытается убежать его настигайет Хэйли и Джэйсон достаёт пистолет и идёт на Хейли. Рузек его ранит и арестовывает. |            |                                                         |                    |                                                                                   |                  |                     |
| 113 | 7          | «Trigger» «Курок»                                       | Карл Ситон         | Тодд Робинсон                                                                     | 7 ноября 2018    | 6,84                |
| ЭдВотер под прикрытием в Мечете, пытается выйти на контакт с Акимом - его подозревают во взрыве, из-за манифеста "чикаго должен сгореть" который опубликовали из этой мечети. Выезд на предупреждение по бомбе в госпиталь ветеранов - кинологи ищут, так как почти слепой ветеран сказал, что видел странного мужчину с бородой и у него предчувствие. Бомба взорвалась не в госпитале а рядом на парковке, не далеко от Холстеда и Хейли. Приехали ФБР, Войд договорился о совместной работе, но ФБР нужны регулярные отчёты. Камеры дают имя Тарик Хасам. Выехали на место его работы, Тарик стал убегать - выбежал на крышу и спрыгнул с неё. При обыске дома Тарика нашли его сестру с ребёнком, а так же медаль за отвагу и заявление на получение гражданства США. Рассказ спецназовца Джейка который дал рекомендацию по гражданству США рассказал что Тарик не любил экстремистов, и что те изнасиловали его жену, за его помощь Американцам. По телефону последний звонок Тарика был Акиму. ЭдВотер проникает в кабинет Акима. ЭдВотера и всех прихожан берёт ФБР. ЭдВотера начинают пытать но вовремя врывается Войд и кроет всех матом. ФБР взяли всех в мечети так как утром перехватили сообщение о новой бомбе. Сообщение было отправлено из библиотеки. Визит к Джейку домой дал новую информацию что Тарик и Джейк часто видятся и что Джейка сводит с ума призыв на молитву в мечети. Информация по партии гвоздей из бомбы выводит на магазин в паре кварталов от дома Джейка, а видео из магазина показывает, что Джейка покупал гвозди. Холстед и Хейли запрашивают ускоренный ордер. Группа захвата входит в дом Джейка. Его дома нет, но вышли на прицеп в котором он и производил бомбы. Сдвиг у него произошёл когда его группа подорвалась и он единственный кто остался жив. Джейк думает, что Аким спонсирует взрывы американских солдат - поэтому Аким его цель. Джейк врывается в мечеть с автоматом и бомбой, приказывает всем лежать. Мечеть оцеплена, квартал эвакуирован. Джейк отправляет заложника с телефоном, и связывается с Войдом и сообщает, что ему нужен Аким. ФБР приехали и сказали что через 20 минут они заходят, и отстранили полицию. ЭдВотер сообщил Холстеду, что задний замок сломан и Джей зашёл в мечеть чтобы поговорить с Джейком. В момент когда Джейк хотел взорвать бомбу, ЭдВотер блокирует ему руку а Холстед убивает Джейка. Заложники свободны. |            |                                                         |                    |                                                                                   |                  |                     |
| 114 | 8          | «Black and Blue» «Чёрный и Синий»                       | Кристин Свонсон    | Ким Роум                                                                          | 14 ноября 2018   | 6,00                |
| Холстед и Хейли под прикрытием заказывают партию в 100 грамм у уличного торговца наркотой Малика, Малик говорит что 100 грамм у него с собой нет и забивает им стрелку на другое время и в другом месте. Малик опаздывает на час. Всё наблюдение сняли из-за выстрелов в паре кварталов от назначеной встречи. ЭдВотер находит подстреленного Малика, который погибает на руках ЭдВотера. Подозревают Нейтана — напарника Малика. Нейтана нет на улицах, обыск его комнаты ни чего не даёт. Вскоре копы выходят на Лейлу — в её доме находят Нейтана. Все думают что Малика убил Кени — главарь банды, но ни кто этого не видел. Нейтан отказывается от прослушки. ЭдВотер предлагает себя для установки жучка — главное, чтобы Лейла представила его Кени. Лейла и ЭдВотер пошли на день рождения матери Кени. Когда ЭдВотер ставил жучок его спалила камера Кени, завязала перепалка, но Лейла всё разрулила. Лейла и ЭдВотер пошли на свидание. ЭдВотер рассказал почему стал копом. Камера установленная ЭдВотером дала название бара ЭйПи — копы взяли ордер на его обыск. Во время облавы Рузек нашёл тайник с оружием. Баллистики проверили оружие, на них нет убийств, но на одной из берет нашли отпечаток который указал на Лейлу, и эта берета участвовала в налёте 10 лет назад. Лейла рассказала ЭдВотеру — что 10 лет назад они с Кени подъехали к одному магазину, Кени сказал, что хозяин должен ему денег зашёл выстрелил, а пистолет дал Лейле, чтобы та его перезарядила. Копы используют Лейлу чтобы расколоть Кени про преступление которое он совершил 10 лет назад. Но Кени был уже убит. Лейлу посадят на три года. ЭдВотер узнал, кто убил Кени — это был Нейтан. Эдвотер выкинул пистолет Нейтана в реку. |            |                                                         |                    |                                                                                   |                  |                     |
| 115 | 9          | «Descent» «Падение»                                     | Николь Рубио       | Рик Эйд и Тимоти Дж. Секстон                                                      | 5 декабря 2018   | 6,82                |
| Рузек снимает себе новую квартиру. Антонио на приёме у доктора выпрашивает обезболивающее оксикадон. Врач сомневается что у Антонио что-то болит, говорит что ему просто нужно отдохнуть. Антонио срывается на доктора, уходит домой, дома не найдя оксикадона разбивает зеркало кулаком, это видит его дочь, он придумывает легенду о том, что он дурачился, боксировал и случайно попал в зеркало. Антонио не отвечает на вызовы. Полицейские идут на штурм наркопритона, один наркоман убегает, за ним бежит Ким, после непродолжительной погони она зажимает его в угол им оказывается Антонио. Антонио говорит всем, что он был под прикрытием делал контрольную закупку и поэтому он не отвечал на звонки. Ким садится в машину Антонио и находит его контрольную закупку, забирает её чтобы самостоятельно оформить как улику. Арестованный наркодилер угрожает Антонио рассказать всё полиции. Антонио просит его сдать поставщика, и преподносит Войду это как сделку для Картера с полным иммунитетом, но Войд отказывает. Войд решает переместить Картера, и просит не подпускать к нему Антонио. Антонио покупает дозу героина, это видит Войд и забирает дозу у него. Антонио рассказывает Войду про Картера, что Антонио его защищал в обмен на таблетки. Кто-то похищает Эву — дочь Антонио, по телефону сказали что Антонио ошибся, и предлагают освободит Картера. Картер отрицает свою причастность к этому. Хейли достала запись с камеры в двух кварталах от дома Антонио, камера запечатлела момент похищения Эвы. По номерам авто вышли на Джейсона Рицо. Перед выездом по адресу Войд сообщил всем, что теперь они работают неофициально, и тот, кто не хочет, может уйти — все остались. Во время обыска дома где зарегистрирован Рицо, нашли хозяина квартиры который прятался потому, что боится Рицо. Во время обыска Антонио находит наркоту, а Рузек рюкзак Эвы. Джейсон снова звонит Антонио и ставит срок в 4 часа, чтобы тот выпустил Картера. Джейсон брат Картера, и он способен на крайние меры. Пришла мать Эвы сказал Антонио, что тот выбрал работу вместо семьи (ранее похищали Диего, их сына). Войд пытается добиться освобождения картера, но в связи с предстоящими выборами все отказывают. Тогда Войд идёт на крайнюю меру, он жестоко избивает Картера, чтобы тот выдал Рицо. Картер рассказывает про Гарри и его складе в Цициро. Рицо поменял машину на авторазборке Гарри. По этой машине нашли местоположение Рицо. Эва жива но побита, а Рицо скрылся. Эва рассказала Антонио что Рицо забрал у Эвы карту и пинкод. Рицо снял деньги в магазине чтобы купить дозу. Его нашли в ближайшем притоне. Антонио убил Рицо, он был под воздействием наркотиков и поддался на провокацию Рицо о том что изнасиловал его дочь. |            |                                                         |                    |                                                                                   |                  |                     |
| 116 | 10         | «Brotherhood» «Братство»                                | Майкелти Уильямсон | Гвен Сиган                                                                        | 9 января 2019    | 6,86                |
| Войд хотел взять убийство Рицо на себя, но Рузек не дал ему этого сделать — опередив его, взяв вину на себя. В центре угон автомобиля с убийством девушки водителя. Свидетели говорят, что угонщиков было двое, они добирались до места преступления по метро, угонщики ни разу за весь маршрут не посмотрели в камеры, в метро они вошли в районе Канаравел. Рузек и Войд заставляют информатора Марка Ролинза, друга детства Рузека, зайти с прослушкой к Пэту Кенту — главарю банды из Канаравел, участником которой был Марк. Из прослушки Хейли и Холстед узнают про Билли Коуэна, владельца автомастерской. Билли рассказывает, что имя парня, который подгоняет ему машины без номеров, он не знает, и всегда сразу расплачивается с ним наличными. Детектив Тим Пауэл — новый следователь по делу убийства подозреваемого, смена следователя произошла из-за найденной крови на месте преступления и она не Рицо. Хейли давит на Рузека, чтобы он всё ей рассказал про убийство, но после намёка она его отчитывает за его поступок. Рузек показывает Марку фото переданное Билли, Марк говорит, что не видел его, но Рузек в этом сомневается и давит на Марка, Марк рассказывает, что имени не знает, что он из Индианы и снимает квартиру на Пёршинг. Во время опроса людей на Пёршинг происходит очередной угон, на этот раз владелицу машины угонщики забрали с собой. Начинается погоня. Хитростью Рузек заставляет угонщика заехать во двор, где угонщики открывают огонь по полиции, ответным огнём Хейли одного убивает, а второй убегает. Убитым оказался местный и Рузек понял, что Марк его обманул. Тим Пауэл друг Труди, предлагает Войду рассказать правду, чтобы помочь ему сшить новую историю. Войд говорит Рузеку переиграть всё, чтобы Войд смог взять вину на себя. По звонкам убитого угонщика, вышли на марка и на второго угонщика им оказался брат Марка — Тонни, по телефону определили его местоположение и Войд с Рузеком его арестовали. На комиссии Рузек стоит на своём. |            |                                                         |                    |                                                                                   |                  |                     |
| 117 | 11         | «Trust» «Доверие»                                       | Лили Марийе        | Гевин Харрис                                                                      | 16 января 2019   | 7,26                |
| Войд сильно недоволен на Рузека за то, что тот взял вину на себя. Выезд на выстрелы в доме, убит Бёрни Хофман, знакомый Войда, работающий адвокатом. В ломбард сдали украшения жены Хофмана, на камере Афроамериканец — Дуанте. Дуанте утверждает что нашёл украшения в мусоре, полиция ему не верит так как он является братом Анрэ Грифина, который являлся клиентом Хофмана, который недавно поругался с ним. Камера с автобуса показывает что у Хофмана был Брайан Келтон, полицейский который баллотируется в мэры. Войд опросил Келтона и он признал, что был там, что даст оружие на проверку, и рассказал, что Хофман работал с ним по личному дело, которое хотел бы, чтобы осталось в тайне. Копы находят способ расколоть Дуанте — при помощи его тёти, которая заботилась о Дуанте с детства, и которая нарушила УДО и замешена в деле с наркотиками, ей грозит 6 лет которые сможет избежать если Дуанте расскажет с кем он был возле дома Хофмана. Дуанте рассказал что он всё время сидел в машине, а Грифен пошёл в дом Хофмана, чтобы что-то забрать, увидев что Хофман снимает его Грифин взбесился и выстрелил в него, и обставил всё как ограбление. Но слов мало, нужно подтверждение. Дуанте назначает встречу Грифину в кафе, на которую Грифин не приходит. Когда Дуанте вышел из кафе его смертельно ранят. Эдвотер побежал за машиной, но его тоже тяжело ранили. По наводке на секретном месте Грифина нашли его заначку и рекламу Келтона, на деньгах нашли отпечатки Келтона. Эдвотер запомнил номера машины — по ней нашли дом где живёт дочь Грифина. В Доме нашли пистолет из которого стреляли в Эдвотера и убили Дуанте и Хофмана. Перед убийством Дуанте, Грифин разговаривал с заместителем управляющего Бренон. По наводке информатора Грифина задержали. Бренон требует Войда освободить Грифина, Войд выставляет её из своего кабинета. |            |                                                         |                    |                                                                                   |                  |                     |
| 118 | 12         | «Outrage» «Принцип»                                     | Винсент Мисиано    | История: Тимоти Дж. Секстон и Эйприл Фитцсиммонс Телесценарий: Тимоти Дж. Секстон | 23 января 2019   | 7,22                |
| Холстед с информатором в ночном клубе ждут встречи с поставщиком фентанола — поставщик Метью Гаррет, и он знает Холстеда, поэтому их встреча не возможна, Холстед забирает информатора и направляется к выходу, но Гаррет его остановил и у них завязалась словесная перепалка. Гаррета посадили на 20 лет за хранение и сбыт, но он вышел недавно отсидев всего 6 лет и отсудил у города 200 тысяч из-за неверно оформленных документов. Холстед говорит что Гаррет убил 17 летнюю Лоренс Андерс. Бывший коп из УБН Гас который засадил Гаррета рассказал Войду, что Гаррет питает тёплые чувства к своему брату Тайлеру Ренольдсу, который взял на себя вину за Гаррета и сидит в тюрьме. Рузек представился Крисом Уилсоном другом Тейлера, с котором они сидели в тюрьме. Крис утверждает, что Гаррет задолжал услугу Тейлеру, и эта услуга Крис, по легенде он скрывается от копов за вооружённое ограбление. Крис просит китайский героин у Гаррета. Гаррет предлагает провернуть сделку сегодня, сумма сделки 50 тысяч. Войда вызвал управляющий Келтон, согласно новой политике все запросы от 50 штук одобряет лично он и он отказывает в этом запросе. Пришла мать убитой Лоренс и обвинила Холстеда в том, что она предупреждала, что Гаррет убьёт её дочь, и он должен был это предотвратить но он не смог. Холстед по наводке Трудди взял в комнате улик фальшивые деньги и убедил Войда идти на дело с ними. Войд узнал что когда ранее Холстед работал по делу Гаррета, Гаррет написал на него заявление о избиение и Холстеда отстранили от дела. На сделку с Рузеком как сообщник идёт Ким её по легенде зовут Марша. Гаррет тоже приходит не один его спутницу зовут Джил. Джил и Марша отошли в туалет, там Ким советует Джил уйти от Гаррета так как Гаррет ужасный человек. Сделку перенесли на завтра. Вместо Гаррета на сделку приезжает два его сообщника за деньгами, и говорят что Гаррет с дурью и не подъедет пока деньги не будут у них, тогда Рузек предлагает что Марша поехала с ними к Гаррету забрать дурь, а Рузек будет ждать здесь с деньгами. Гаррет не берёт трубку чтобы согласовать новый план, тогда Ким выпытывает где находится Гаррет. Холстед выезжает первым на старый склад на Маккензи, Войд переживает. Холстед в одиночку заходит на склад где обнаруживает Гаррета с пробитым горлом, и предлагает вызвать скорую помощь в обмен на информацию о том где находится тело Лоуренс, но Гаррет предпочитает умереть. Дури при нём не было. У Рузека есть наводка по дури, в конференц-центре Чикаго она будет в шкафчике сотрудника, там задерживают сообщника Гаррета, который был во время убийства Гаррета, но он не видел убийцу. Следователь из убойного задаёт вопросы Холстеду почему тот по прибытии выключил GPS и рацию, почему не дождался подкрепления, Холстед подозреваемый № 1 в убийстве Гаррета. По баллистике пули определили что это был Дельгадо, наркодилер который так же хотел китайской дури. Дельгадо всё отрицает, а пистолет у него изъяли ещё четыре года назад. По старым рапортам вышли на офицера который арестовал Дельгадо и который должен был приобщить пистолет к уликам им оказался бывший коп из УБН Гас. Войд пошёл к Гасу и рассказал ему всю историю, что они отследили его, что он был на складе во время убийства, Гас не стал отпираться всё рассказал, попросил Вода побыть одному и застрелился. |            |                                                         |                    |                                                                                   |                  |                     |
| 119 | 13         | «Night in Chicago» «Одной ночью в Чикаго»               | Эрик Ла Саль       | Рик Эйд и Айки Смит                                                               | 6 февраля 2019   | 7,38                |
| Эдвотер внедряется в банду Фила Гэмбла, торгующего героином под логотипом паука (который подделывали в первой серии сезона). Эдвотер пытается подобраться к правой руке Фила - Дэрелу Инграму. По наводке, Эдвотер пытается добиться расположения Дэрела через его брата Вэнса, который увлекается баскетболом. Эдвотер представился Вэнсу помощником тренера и организовывает встречу Дэрела и Вэнса с тренером. Дэрел, в качестве благодарности, приглашает Эдвортера на ужин в его бар, копы думают как воспользоваться случаем и придумывают стать поставщиками Дэрела убрав с пути его настоящего поставщика. Антонио под видом нового поставщика забивает встречу на 3 часа. Кевина и Дэрела по пути на встречу останавливает патруль и полицейский убивает Дэрела. Общество очень недовольно этим фактом, и управляющий Келтон давит на Войда с вопросом почему Эдвотер не раскрылся, чтобы предотвратить убийство. Кевин на поминках Дэрела рассказал Гэмблу о том, что Дэрел внёс 20% предоплаты за партию наркоты, и то, что Кевин поговорил с Тони, о сложившейся ситуации, и Тони готов пойти на встречу и готов либо вернуть деньги, либо поставить дурь лично Гэмблу. Гэмбел верит Кевину и его арестовывают во время обмена денег на наркоту. Перед Кевином стоит большая дилемма, обвинить копа, который расист, но который делал всё по правилам, и убил того кто пытался выхватить у него пистолет, либо же поддержать своё сообщество и вывернуть ситуацию в пользу Дэрела. Эдвотер на комиссии озвучивает правду, но после идёт в бар к тому копу и разбиваем ему лицо за его поведение. |            |                                                         |                    |                                                                                   |                  |                     |
| 120 | 14         | «Ties That Bind» «Кровные узы»                          | Пол Макрейн        | Ким Роум и Кэтрин Висконти                                                        | 13 февраля 2019  | 7,49                |
| Блэр Уильямс - политический консультант, работает на Келта, предлагает Плат постоять рядом с Келтом на выступлении о будущем полиции, но плат ему отказала в свойственной ей манере. Блэр пригласил Ким на свидание, и оставил свой номер телефона. Рузек(Крис), Ким(Шерри) с информатором Рузека под прикрытием покупают оружие у Дэвиса. Поставщик оружия нужен для того чтобы выйти на производителя оружия которое называется "Убийца копов" за его способность пробивать бронежилеты. Но информатор путается в легенде, и Дэвис догадывается, Ким объявляет "Рождество" - кодовое слово о провале операции, и начинают захват Дэвиса, Дэвис оказывает сопротивление и ответным огнём был убит. По следам Дэвиса, копы вышли на выставку оружия в Висконсине. На выставке находятся поставщики данного оружия. У одного из продавцов татуировка в виде паутины на левой кисти, и он замечает слежку. Хейли и Ким похищают, так как они не продавцы, а аферисты. По фото на котором аферисты показывали оружие, копы вышли на покупателя станка. Копы в поисках Хейли и Ким арестовали настоящих производителей оружия, но к похищению они отношения не имеют. Тот, что с татуировкой выводит Ким, в поле, чтобы она позвонила брату, чтобы тот привёз 20 штук за стволы. Ким в разговоре с Рузеком дала несколько наводок. Хейли пытается разговорить второго афериста и уговорить его сходить в полицию и сдаться, но у неё не выходит, тогда она просит его перевязать ей руки и в тот момент когда аферист разрезает старые стяжки, Хейли вырывается - завязывается драка, и аферист бьёт Хейли доской с гвоздями. Наводки Ким, вывели на Логана Гейнса, Логан отсидел два года в тюрьме за жестокое избиение начальника на работе. При передаче денег, второй аферист обнаружил слежку, и попытался сбежать, но попал под машину и погиб. Копы пытаются найти Ким и Хейли, радиус 10 миль от вышки через которую прошёл звонок. Ким освобождается от стяжек и планирует поджечь дом чтобы привлечь внимание. Рузек и Антонио находят Ким и Хейли. |            |                                                         |                    |                                                                                   |                  |                     |
| 121 | 15         | «Good Men» «Хорошие люди. Кроссовер Часть 2»            | Дональд Петри      | Гвен Сиган                                                                        | 20 февраля 2019  | 8,91                |
| Первая часть кроссовера в Пожарные Чикаго (Сезон 7. Эпизод 15. Я всё видел). Сакс замахивается хулиганом на Круза, потому, что Круз записал на видео как Сакс передаёт ключ от пожарного ящика незнакомцам в машине. Сакс обещает всё исправить и вернуть ключ, бросает хулиган и убегает. Круз передаёт видео Войду и Холстеду, которые хотят арестовать Сакса, Круз напрашивается с Холстедом, чтобы поговорить с Саксом и выяснить его мотив. Местоположение Сакса определили по его телефону, Сакс был застрелен в собственном автомобиле. Копы начинают расследование с Сакса, в прошлом он был на побегушках в одной банде, но с 18 лет завязал, и взялся за ум - пошёл в пожарную академию, у него нет долгов, на службе он самый лучший по всем параметрам. Рэй (второй кандидат в мэры) пытается убедить Войда замять дело, чтобы семья Сакса не лишилась пенсии, Войд сказал, что хорошего человека он закапывать не собирается. Копы выехали на вызов в район ограблений, Холстед в лифте встретил первого грабителя, но тот успел оттолкнуть Холстеда и уехать на другом лифте, второго грабителя Холстед заметил в квартире тот пытался делать массаж сердца пожилому мужчине, Холстед приказал ему отойти к стенке, а сам принялся делать массаж сердца, в этот момент грабитель сбежал. По навыкам оказания первой помощи копы предположили, что парень мог проходить курсы пожарных. В центре подготовки они узнали имя парня - Эйдан Вест. Эйдана арестовали и показали фото убитого Сакса и Эйдан рассказал, что ключ пожарных Сакс ему не передавал, а он сам его воровал, но полиция понимает, что он врёт так как у них есть видео где чётко видно, что Сакс самостоятельно передавал ключ. Рэй снова пришёл убеждать Войда, на этот раз просто убрать видео из отчёта. Эйдана и его друга Криса без протокола привели на место убийства Сакса. Эйдан колется и рассказывает правду, о том, что Сакс помогал им в ограблениях для того, чтобы они накопили денег чтобы расплатиться за свою свободу. Вишон Кеймен - избивает тех кто выходит из банды в течение 20 минут, и именно он отвечает за выход из банды, цена выхода Эйдана и Криса 100 тысяч. Потом Кейман узнал о ключе и стал требовать больше, угрожая семье Сакса. Попытка Сакса после записи Круза выйти из этой ловушки привела к тому, что Вишон убил Сакса. Мужчина которому делали массаж сердца скончался в больнице и Эйдану с Крисом светить пожизненный срок заключения. Хейли и Холстед предлагают сделку Крису и Эйдану, нужно надеть прослушку, чтобы собрать улики на Кеймана. Во время встречи с Кейманом Эйдан при разговоре сильно нервничает и Кейман догадывается о прослушке, завязывается драка результатом которой является арест Кеймана. Войд рассказал Рэю, что признаний Кеймана достаточно для его заключения, но на этой же записи Кейман рассказывает про то, что Сакс помогал планировать эти ограбления, сделка для Эйдана и Криса (год в колонии строгого режима), автоматически делает невозможность пенсии Сакса, Рэй предлагает другой вариант, срок больше, но условия лучше (6 лет на малолетке) - и всё же это не пожизненное. |            |                                                         |                    |                                                                                   |                  |                     |
| 122 | 16         | «The Forgotten» «Забытое»                               | Эрик Ла Саль       | Гевин Харрис                                                                      | 27 февраля 2019  | 7,15                |
| Уильямс и Ким просыпаются вместе. Уийльмс копает под Рея, после последних опросов стало жарко, Келтон и Рей идут на равных. Рей просит поддержки Войда, но Войд принципиально не лезет в политику. Лексу информатора Войда готовят к операции, чтобы взять Лемонто, его дурь продают уже третьеклассники. На сделке Лемонто арестовали, в качестве покупателя был Рузек, наркотики лежали в пульте звукооператора. У Лекси больная мама и она решила переехать из Чикаго, Войд вызвался её подвести с утра в аэропорт, утром Войд обнаружил взломанный дом Лекси, кровь и ногти в ванной комнате, но Лекси не было. Банда Лемонте тут ни при чём, по звонкам вышли на хозяина клуба где танцует Лекси Кита Стинсена, у которого приводы за сексуальное насилие, последний звонок был за час до криков из дома Лекси которые слышали соседи. Кит рассказывает, что Лекси ушла с работы в три ночи, её искал большой белый мужчина чтобы дать большие чаевые. В клубе Хейли так же поговорила с Дэвен, которая рассказала, что Танцовщицы пропадают уже с 16 года, и копам плевать на это, троих нашли в мусорке, а остальных вообще не нашли, на данный момент не известно где находятся четыре танцовщицы. Кредитной картой Лекси воспользовались, по камере определили что это Тони Хилл - сосед Лекси. После ареста Тони рассказал, что ночью когда он возвращался от друга он услышал крики, зашёл в дом Лекси и своровал сумочку с украшениями, на улице он видел синий внедорожник. ДНК с места преступления говорит, что кровь принадлежит белому мужчине и она совпадает с ещё одним убийством, скорее всего это серийный убийца. На разборе трёх убитых танцовщиц выявили общие черты преступления. Лео Фернандес - вёл все три дела, и сейчас находится за пределами штата, приглядывает за свидетелем под защитой. Выясняется тот факт, в то время начальником Фернандоса был Келтон. Ещё удалось выяснить, что на всех жертвах были цементные гранулы, и то, что до убийства маньяк держал их сутки живыми, есть шанс найти Лекси живой. Войд и Рузек давят на Стенсена, и он рассказал про синий внедорожник и белого лысого человека в зелёной куртке. Трудди выяснила, что Фернандес не за пределами штата, а в городе и просто прячется, Войд находит его в баре. Фернандес рассказал, что Келтон прикрыл дело, из-за того, что Келтону нужны были хорошие показатели, хотя Фернандес и говорил ему что это серийный убийца. По внедорожнику стало известно, что его украли два месяца назад. Выяснили места его нахождения. В заброшенном здании которое находится на продаже находят свежую кровь, орудия пыток и труп электрика, который спугнул преступника. Патруль обнаружил синий внедорожник, в котором нашли кровь и цепочку Лекси. По камерам вышли на Стивена Сойера, он риелтор. Три года затишья были связаны с тем, что это время он жил в Питсбурге. Сойера выследили и проследили за ним до ещё одного здания которое так же давно на продаже. При задержании вмешивается убойный отдел и убивает Сойера. По траектории передвижений синего внедорожника выходя на дом который на продаже в котором находят Лекси без пульса, Войд пытается сделать ей массаж сердца, но безрезультатно. Убойный приехал по приказу Келтона. Войд бьёт в лицо пару раз офицера из убойного который убил Сойера. Войд рассказывает Рею всё про Келтона и 16 год, передаёт ему письмо Келтона адресованное Фернандесу, из-за которого погибло столько девушек. |            |                                                         |                    |                                                                                   |                  |                     |
| 123 | 17         | «Pain Killer» «Болеутоляющее»                           | Николь Рубио       | Тимоти Дж. Секстон                                                                | 27 марта 2019    | 7,01                |
| На предвыборном выступлении Рэя, некие люди выкрикивали требования, чтобы Рэй убирался в свой район. После выступления на улице в Рэя стреляют и ранят в плечо. Рэю поступало много угроз на телефон, прилетал кирпич в окно, а так же писали слово на "Н" на машине. На прошлой недели Рэй с кем-то громко ругался на дворе, но патрульным Рэй сказал, что это было простое недопонимание, в 9-1-1 звонила его дочь Джасмин. Ким и Войд допросили Джасмин и она рассказала про человека который заходил к ним пару раз и угрожал убить Рэя. Рэй рассказал Войду о парне из Канаравел, который является застройщиком, и который по просьбе Рэя выкупил одно здание, но тот район не облагородили и в итоге парень остался в дураках, его имя Майк Ранкин. Машина Майка была припаркована рядом с местом выступления Рэя, на допросе Майк рассказал, что он ходит на все выступления Рэя, чтобы тот видел его лицо и понимал, что он не отступит, так как из-за Рэя он потерял бизнес и семью. Во время выстрелов он ходил за кофе и выстрелов не видел, но слышал их позади себя. Благодаря рассказу Ранкина, Хейли и Холстед находят позицию стрелка. Охранник здания рассказал что видел чёрного молодого мужчину, который перелез через забор и уехал на зелёной машине. Холстед находит телефон который скорее всего обронил убегающий когда перелазил через забор. По телефону составили карту передвижений стрелка до стрельбы. По карте стало ясно, что целью был не Рэй а Войд. Камеры по местам перемещения стрелка показали зелёную тайоту, владельцем которой является Мелвин Барнс который работает охранником в стейтвилл. По месту регистрации находят убитого Барнса, почерк стрелка такой же как и у стрелка, который ранил Рэя. Машину Барнса нашли недалеко от суда. Копы выдвинулись к суду, и начали эвакуировать людей с улицы, стрелок начал хаотично стрелять, стрелка обнаруживают, завязывается погоня, стрелок ранит случайных прохожих и оторвавшись скидывает куртку и рюкзак тем самым скрывается из поля зрения полиции. Один из раненых судья Сэм Андерсон, у Войда есть предположения что они все втроём могут быть связаны, остаётся выяснить как. За 10 лет Войд поймал 242 афроамериканца, которых судил Андерсон, и 187 из них уже на свободе. Винтовка которая была в скинутом стрелком рюкзаке принадлежит Дрю Бэйлису, военным который был в Афганистане. Дрю рассказал, что винтовка его, но он был на охоте последние 4 дня, и это алиби подтверждено, по камерам удалось выяснить, что винтовку у Дрю украл Дариус Тэйтум и Войд его знает, он его арестовал 17 летним, и Войд помог ему со сделкой, Дариус сдал очень плохих людей, благодаря сделке Дариус сел всего на полгода, но что-то пошло не так и из колонии он отправился в стейтвил на 10 лет и вышел в прошлом году. Дрю и Дариус знакомы, Дрю посещал его в стейтвил и Дариус не случайно украл у Дрю винтовку. Дрю научил Дариуса стрелять, потому, что тот хотел служить. На прошлой неделе Дариус пошёл на биржу, но ему отказали из-за его судимости. По истории на компьютере матери Дариуса выяснилось что он искал информацию по Барнсу, Войду, Андерсону и Майклу Вилларду - директору колонии по работе с подростками в группе риска. Стрельба в колонии, Дариуса ранили в ногу. Дариус закрылся в комнате отдыха с тремя заложниками и обвиняет Вилларда, что тот избивает беспомощных подростков. Войд предложил обменять заложников на себя. Дариус сказал что даст Войду пять минут. На место приехал Келтон с группой захвата и они хотят убить Дариуса через окно. Дариус по просьбе Войда отпускает заложников и выходит к окну чтобы его убили. Холстед через информатора выяснил, что Виллард годами продавал информацию о стукачах, Войд даёт команду проверить все его финансовые операции, улик достаточно чтобы его посадить. |            |                                                         |                    |                                                                                   |                  |                     |
| 124 | 18         | «This City» «Этот город»                                | Карл Ситон         | Рик Эйд и Гвен Сиган                                                              | 3 апреля 2019    | 6,86                |
| Убили знакомого Рэя - Джона Винтона, который вышел из стейтвилл месяц назад. Его посадили в 2014 и ещё больше 75 гангстеров. И сейчас они выходят на свободу. Слышны выстрелы на соседней улице. Это похоже на войну банд. За выходные убито 60 людей. Рэй просит Келтона чтобы Войд помог ему в подготовке мирного соглашения между бандами, потому что Войд единственный полицейский в Чикаго который способен на это, Войд сказал Келтону и Рэю, что готов на это, но ему придётся запачкать руки, и поэтому он не хочет оказаться в их политической борьбе. Эди Бректон смотрящий за районом где произошли убийства вышел из тюрьмы три недели назад, Эрик Вилсон глава молодых пророков, банды которая поднялась за время его отсутствия, Войд собирает их на саммит мира, на котором они должны поделить территорию и прекратить огонь, но во время саммита парикмахерскую где проходит саммит обстреливают, погибает случайный прохожий - мать двоих детей, Войд выясняет, что это люди Эрика и заставляет его решить этот вопрос, ему нужен тот кто это сделал. По камерам выходят на Айзу Янга, члена банды молодых пророков. Оружие которым обстреляли парикмахерскую так же учувствовало в нераскрытом преступлении. Айз просто проезжал мимо, и видел двух молодых женщин которые проходил в том районе с пакетами. У полиции возникли вопросы к сестре погибшей женщины, они считают, что она что-то недоговаривает. Алиса видела стрелка, боялась об этом рассказать, но решилась, и рассказала что стрелок был моложе 17, один, в чёрной куртке и синей шапке, он вышел из автобуса и открыл огонь. Благодаря новым технологиям и аналитики полиция получает имя Ломара Кука. Во время попытке ареста Ломара, в притоне, Войд натыкается на Эрика, который сознаётся, что изначально знал кто стрелял и они не найдут Ломара. Эрика и его банду арестовали и он выдал место Ломара, так как Эрик ему не приказывал стрелять и он действовал самостоятельно. Ломара арестовали и предъявили обвинение, Алиса его опознала. Келтон выступил с заявлением и выдал, что у них есть свидетель, и сделал из Алисы мишень. Полиция отправила свидетельницу в Детроит, чтобы она была в безопасности, дело разваливается. Войд собирает Эди и Эрика и обговаривает условия мира. Эрик должен сам решить проблему с Ломаром, если хочет быть главарём своей банды. |            |                                                         |                    |                                                                                   |                  |                     |
| 125 | 19         | «What Could Have Been» «А могло бы быть всё по-другому» | Эрик Ла Саль       | Рик Эйд и Гвен Сиган                                                              | 24 апреля 2019   | 6,99                |
| Ким в баре одна, Блэр не пришёл. Ким звонит Эдвотеру чтобы попросить пробить где машина Блэра, приехав на место где машина Ким обнаружила раненого Блэра. В машине Блэра находят много денег мелкими купюрами. Блэр умер в скорой. Войд считает, что это связано с наркотиками, ранее в 17 лет Блэр уже попадался с ними. По камерам вышли на человека с которым Блэр общался перед смертью, человек уехал на синем бьюике который принадлежит церкви. В церкви нашли раненого преподобного Дениса. И Блэра и Дэниса убили из одного пистолета. У Дэниса в прошлом было три привода по наркотикам и он отработал 10 лет на банду. Прилетела сестра Блэра — Майя Уильямс, и рассказала, что первый арест Блэра связан с тем, что его отец был наркоманом, и те наркотики были отца, Блэр просто его прикрыл. Знакомая Дэниса сказал, что обычно он на свидания не опаздывал, а недавно опоздал на полчаса, был сильно чем-то озабочен, и его подвёз серебристый эскалэйд, полностью затонированный, и с наклейкой «Будущее Чикаго». Войд приехал к Рэю, чтобы распросить про Дэниса, Рэй рассказал, что узнал, что Дэнис торгует наркотой один и приехал к нему попросить его прекратить это делать. Рэй предположил, что Дэниса убить мог Нейт Льюис. При обыске дома Нейта нашли пакетик с белым порошком, а в гараже в машине под сиденьем нашли пистолет которым убили Блэра и Дэниса. Ким не верит, что Блэр был связан с наркотиками и просит два дня у Войда, чтобы раскрутить другую версию связанную с политической деятельностью Блэра. Блэр искал компромат на Джасмин, дочь Рэя. Ким и Хейли решили пойти тем же путём. Оказывается Дэнис был парнем Джасмин. Войд опросил Джасмин в присутствии Рэя, ничего компрометирующего не было. Анализ того времени дал имя Анна Вэлк, которая умерла 17 октября в 2016 от передозировки. Они нашли видео на котором была Джасмин, Дэнис, деньги, наркотики и Анна в момент передозировки, и вместо скорой Джасмин звонит своему отцу. Рэй признался, что Блэр звонил ему и сказал, что нашёл видео и просил Рэя отступить. В момент разговора зашла жена Рэя Алиша и рассказала про Блэра, назвала его подонком и сказала, что он собирался разрушить их жизнь, и призналась, что это она убила Блэра и Дэниса. Рэй Прайс взял вину на себя, Войд добился сделки для Рэя. |            |                                                         |                    |                                                                                   |                  |                     |
| 126 | 20         | «Sacrifice» «Жертва»                                    | Джон Хайамс        | Гевин Харрис                                                                      | 8 мая 2019       | 6,29                |
| Вызов на стрельбу. Первыми приезжают Хейли и Рузек, по ним открывают огонь. Бандиты уезжают на джипе, они ограбили фургон перевозящий лекарства, сильно ранив курьера. За последнее время было ещё три таких же ограбления. Из фургона украли апиоидов на 250 тысяч. Машина на которой скрылись грабители была угнана две недели назад, её нашли на пустыре, по GPS определили, что последние два дня она была припаркована там же, недалеко от притона ночных королей. Информатор Антонио рассказал, что у ночных королей большой запас болеутоляющих, ими торгует Тайм Бомб, настоящее имя Эрик Шоу, который ранее отсидел два срока, один за вооружённое нападение второй за ограбление. Войд предлагает внедрить Рузека под видом покупателя, чтобы совершить контрольную закупку и арестовать Шоу. На сделку Шоу приезжает не один, а с двумя сообщниками, которые вооружены, они проверяют, что Рузек приехал с деньгами и предлагают проехать с ними для совершения сделки в другом месте. Но Хейли показалось это плохой идей и она попросила патруль проехать мимо — это спугнуло Шоу. Полиция решила взять один из притонов Шоу, наблюдение вычислило курьера, погоня за ним привела к его смерти. У задержанного покупателя изъяли таблетки — это не опиаты, а люмицин от редкого заболевания печени, он не действует как наркотик, но стоит 40 тысяч. Джина благодаря этим таблеткам жива, и она отказывается рассказывать о том кто ей рассказал где можно купить эти таблетки дешевле. Ким через социальные сети выясняет, что муж Джины — Роберт Райли, является братом Шоу. Роберт похож на второго грабителя, и полиция решает следить за ним, оказывается, он работает в фармацевтической компании, машины которой грабят. Фармацевтическая компания решила сопровождать фургоны хорошо вооружённой охраной, поэтому грабители решились грабить аптеку. При ограблении аптеки они убили фармацевта. Шоу ушёл, а Роберт пытался спасти фармацевта, и его арестовала полиция. Роберт не выдаёт Шоу. Хейли объяснила Джине, что её мужу дадут пожизненный срок, если она не сдаст Шоу, она соглашается надеть прослушку. Шоу признаётся на прослушку, что убил фармацевта. Джина запаниковала, Шоу понял всё и взял её в заложники, при штурме Хейли ранило осколком. Наркоконтроль изъял все опиаты вместе с люмицином и приобщил их к уликам. Войд идёт к Бренон, чтобы выпросить изъятые у Шоу улики для операции. Труди даёт совет Хейли, если Рузек «тот самый», то кто-то из них должен покинуть отдел, а если оба не хотят идти на такую жертву, то это значит, что такие отношения не стоят того, чтобы ставить карьеру под удар. Хейли и Рузек решают взять перерыв в отношениях. |            |                                                         |                    |                                                                                   |                  |                     |
| 127 | 21         | «Confession» «Признание вины»                           | Карл Ситон         | Тимоти Дж. Секстон                                                                | 15 мая 2019      | 6,73                |
| Антонио на собрании анонимных наркоманов. Рузек собрал Антонио и Войда на пустыре. Рузеку звонили из внутренних расследований и сказали, что у него что-то не сходится. Войд считает, что дело открыли повторно по прямому приказу Келтона. Антонио хочет признать вину, его терзает совесть. Рузек настаивает стоять на своём. Войд сказал, что у него есть план. Эдвотер с информатором встречаются с Хьюго который предлагает килограмм героина, он вне банд, и сам пытается раскрутиться, говорит, что у него прямые поставки из Мексики, сошлись на 50 тысячах, встречу назначили на завтра. Как только Хьюго зашёл за угол, раздались выстрелы, Хьюго убили. Подозрения пали на Дэрика Винслоу, он хозяин того района в котором убили Хьюго, и без его ведома там ни чего не происходит. Когда Винслоу опросили, он сказал, что там видели чёрный фургон, но водителя никто не знает. Опрос матери Хьюго показал, что Хьюго хотел стать художником, что он работал в ЛаКасера на подхвате, в бандах не состоял, год назад они переехали из-за того, что его пытались вовлечь в банду. В шкафу Хьюго нашли килограмм героина с логотипам жука оленя. Войд обратился к Труди за помощью, ему нужны связи её отца в прессе, ему нужен кто-то, кто работает на себя и ни кому не подчиняется, Труди посоветовала Кэтрин Брэдли. Войд передал Кэтрин материал по серийному убийце, который из-за Келтона убил много женщин. По фургону, с места убийства Хьюго, вышли на Карлоса Мартиноса. Карлос работает менеджером там же где и Хьюго. Карлос рассказал, что Хьюго уволился неделю назад. Антонио и Ким решили проследить за кафе Карлоса, и спустя время увидели как Карлос разговаривает с Алексом ДельТорро, крупным наркоторговцем, который убил девять лет назад информатора Антонио, Антонио пытался это доказать, но у него не вышло. Арестовали ДельТорро, чтобы он не успел уехать из страны. У полиции всего 48 часов, чтобы построить дело. В ресторане Карлоса, собственником которого является ДельТорро находят несколько килограммов героина. Войд сказал, что Чикаго Требьюн готовы выпустить материал, но главный свидетель Лео Фернандес скрывается. Рузек узнал, что Фернандес вылетает через пару часов из Чикаго, билет ему купила его сестра. Войд говорит с Фернандесом, призывает его поступить по совести. ДельТорро освобождают по просьбе прокурора. У Карлоса такие же муки совести как и Антонио, он дал солидную сумму матери Хьюго на его похороны. Перед Карлосом дилемма, спасти свою душу и подставить под удар близких или же мучиться. Антонио предлагает Карлосу защиту его брата в обмен на информацию, Карлос соглашается. Версия полиция подтвердилась, что именно ДельТорро убил Хьюго, за похищенный героин. ДельТорро скрылся, и прихватил с собой брата Карлоса. Брата Карлоса нашли мёртвым. ДельТорр пытается сбежать от Антонио и Рузека в порту, ДельТорро забирается на вышку, где его арестовывает Антонио. Трибуна публикует материал про Келтона. Бренон на пресс-конференции подтвердила статью Трибуны, но сказала, что Келтон тут ни при чём, во всём виновата она, и она уходит в отставку. Бренон рассказала Войду, что Келтон её подставил, он всё время собирал на неё улики и она пошла с ним на сделку, он не предъявляет против неё обвинений если она берёт вину на себя по этому делу. |            |                                                         |                    |                                                                                   |                  |                     |
| 128 | 22         | «Reckoning» «Расплата»                                  | Эрик Ла Саль       | Рик Эйд и Гвен Сиган                                                              | 22 мая 2019      | 6,59                |
| Труди Плат пришла с информацией от своего знакомого из отдела внутренних расследований, и рассказала Войду, Рузеку и Антонио, что у Рузека дела обстаят плохо, Келтон поручил разобрать дело досконально, и передал дела из отдела внутренних расследований во внутренний контроль. Войд советуется с Бренон, чтобы она дала ему слабое место Келтона. Бренон рассказывает о Уилсоне Янге, бандите которого крышует Келтон, взамен Уилсон устраняет все проблемы Келтона. Информатор Эдвотера сводит Эдвотера и Уилсона, они договариваются о партии наркотиков, в это время Холстед установил маячок и прослушку на хаммер Уилсона. Уилсон отказывается от сделки, так как он сомневается в Эдвотере. Рузека вызвал внутренний контроль, они выяснили, что кровь на периллах, куртке и под ногтями Рицо принадлежит не Рузеку, и предлагают Рузеку изменить показания, Рузек отказывается. Келтон пришёл к Войду, чтобы дать дело о двойном убийстве. Войд понял, что Келтон начал нервничать, выборы уже завтра. Маяк и прослушка вывели на тайник Уилсона, но официально Уилсона и тайник связать нельзя, поэтому полиция решает взять тайник разбоем, чтобы заставить Уилсона нервничать. Полиция в масках и с левым оружием нападает на тайник Уилсона - куш получился приличный, порядка полумиллиона долларов наркотиками и деньгами. Рузека снова вызывают детектив Хейлер из внутреннего контроля. У Хейлера новые улики, фотография с автобуса, на которой запечатлён Рузек, Хейлер догадывается, что в здании было четверо, а не трое, и этот четвёртый совершил убийство Рицо, всё по мнению Хейлера указывает на Антонио, так как он после происшествия взял 10 дней отпуска для реабилитации. Антонио разговаривает со своим хорошим знакомым который так же знает Хейлера, он рассказывает что Хейлер очень дотошный и идеальный, но он поможет Антонио найти на Хейлера рычаг давления (работая с бандитами начинаешь поступать как они). Уилсон в гневе, он звонит своему поставщику Трейгу Эрейро, так как у Уилсона скоро сделка, а запасы пусты. Они назначили встречу на 2 часа дня, но сделка сорвалась, так как кто-то открыл огонь по Уилсону и убил его, а потом по полицейским в засаде, и скрылся. Келтон приехал на место убийства Уилсона и отчитал Войда, за то, что тот занимается не тем делом которое ему поручено. По телефону Уилсона удалось выяснить, что он знал о слежке, и звонил, и писал СМС на одноразовый номер, и просил о помощи. У Войда подозрение, что Уилсона заказал Келтон. Войд попросил Бренон поговорить с водителем Келтона, чтобы выяснить куда Келтон ездил вчера, водитель рассказал, что Келтон ездил в квартал Трейгу Эрейро. По новой версии Войда, Келтон сообщил о слежке за Уилсоном, и Трейгу не поехал на встречу с Уилсоном, а по совету Келтона отправил киллера. Взяли помощника Трейгу, который живёт недалеко от места убийства Уилсона, его зовут Деон. Войд жёстко выбивает правду из Деона, но Деон требует адвоката и молчит понимая, что дела нет. Знакомый Антонио сказал что на Хейлера компромата нет, а вот его родная дочь работает проституткой и все деньги спускает на дурь, Антонио не хочет использовать эту наводку против Хейлера. Войд заставляет Рузека отказаться от своей версии и обвинить себя, но Рузек стоит на своём, Войд в гневе, и пытается успокоить Холстед, Войд успокоился и сказал, что Холстед остаётся за главного, а он поедет к Келтону, чтобы сделать всё правильно. Внутренний контроль арестовал Рузека. Келтон победил на выборах. Вечером Келтона нашли убитым у себя дома. |            |                                                         |                    |                                                                                   |                  |                     |

### Сезон 7 (2019—2020)
| № общий | № в сезоне | Название                                          | Режиссёр           | Автор сценария                                                             | Дата премьеры    | Произв. код | Зрители в США (млн) |
| --- | ---------- | ------------------------------------------------- | ------------------ | -------------------------------------------------------------------------- | ---------------- | ----------- | ------------------- |
| 129 | 1          | «Doubt» «Сомнение»                                | Эрик Ла Саль       | Рик Эйд & Гэвин Харрис                                                     | 25 сентября 2019 | 701         | 6.49                |
| Когда Келтон найден убитым, недовольство Войта против избранного мэра ставит его под подозрение. Аптон и Холстед жаждут доказать невиновность своего сержанта, но чем больше доказательств они собирают,тем ближе они подходят к противоположному. После внесения залога Рузек разыскивает пропавшего Антонио. |            |                                                   |                    |                                                                            |                  |             |                     |
| 130 | 2          | «Assets» «Активы»                                 | Карл Ситон         | Гэвин Харрис & Рик Эйд                                                     | 2 октября 2019   | 702         | 5.90                |
| Когда Этуотер работает под прикрытием в опасном синдикате наркотиков южной стороны, он узнает, что может быть больше к его главарю, чем кажется на первый взгляд. Холстед пытается присоединиться к Этуотер под прикрытием, но оказывается в невыгодном положении. Войт просит начальство проявить к Рузеку снисхождение в его судебном деле. |            |                                                   |                    |                                                                            |                  |             |                     |
| 131 | 3          | «Familia» «Семья»                                 | Эрик Ла Саль       | Тимоти Дж. Секстон                                                         | 9 октября 2019   | 703         | 6.34                |
| После неудачного угона автомобиля оказывается чем-то гораздо большим, подразделение Войта идет в ногу с умным наркобароном, который работает только с женщинами. Новобранец Ванесса Рохас борется с переходом от прикрытия к разведке, но новое дело дает ей шанс сыграть на своих сильных сторонах. |            |                                                   |                    |                                                                            |                  |             |                     |
| 132 | 4          | «Инфекция часть 3» «Infection Part III»           | Эрик Ла Саль       | История: Дик Вульф & Дерек Хаас Телеадаптация: Гвен Сиган                  | 16 октября 2019  | 704         | 8.62                |
| Взяв на прицел подозреваемого, ответственного за биотерроризм, полиция готовится начать свою самую крупную охоту. Аптон разрывается между тем, чтобы помочь выследить преступника и оказать эмоциональную поддержку испуганной молодой девушке, которая нуждается в ней.. |            |                                                   |                    |                                                                            |                  |             |                     |
| 133 | 5          | «Сторож брату своему» «Brother's Keeper»          | Винсент Мисиано    | Джо Хэлпин                                                                 | 23 октября 2019  | 705         | 6.64                |
| Убийство в болгарском районе приводит к сложному расследованию, когда местные жители не хотят разговаривать с полицией. У Pузека произошла стычка с патрульным офицером. |            |                                                   |                    |                                                                            |                  |             |                     |
| 134 | 6          | «Ошибочный результат» «False Positive»            | Дэвид Родригес     | Скотт Голд                                                                 | 30 октября 2019  | 706         | 6.29                |
| 135 | 7          | «Информатор» «Informant»                          | Винсент Мисиано    | Гвен Сиган                                                                 | 6 ноября 2019    | 707         | 6.44                |
| 136 | 8          | «Без сожалений» «No Regrets»                      | Майкелти Уильямсон | Ким Ром                                                                    | 13 ноября 2019   | 708         | 6.47                |
| 137 | 9          | «Отпущение грехов» «Absolution»                   | Пол Маккрейн       | Гэвин Харрис                                                               | 20 ноября 2019   | 709         | 6.88                |
| 138 | 10         | «Милосердие» «Mercy»                              | Оливия Ньюман      | Тимоти Дж. Секстон                                                         | 8 января 2020    | 710         | 7.02                |
| Джей Холстед был ранен Анджелой вдовой Маркуса, которого ошибочно обвинили в смерти двох мальчиков. Пока Холстед борется за жизнь, отдел расследует убийство из винтовки. Оружие нелегальное и очень опасное. Войт с отделом должен убрать его с улицы. Что бы отыскать продавца винтовок, Войт обращается к информатору Дариусу за помощью. Брат Кевина Этвотера возвращается в город. И он не намерен уезжать. Когда Кевин расследует дело, он узнает истинные намерения приезда своего брата Джордана. И кажется дело плохо, ведь Джордан становится подозреваемым в убийстве. Хэйли забирает Джея из больницы. А Войт разбираеться с Анджелой, которая намеренна рассказать всю правду об ошибочном обвинении и смерти своего мужа. |            |                                                   |                    |                                                                            |                  |             |                     |
| 139 | 11         | «43-е и нормальное» «43rd and Normal»             | Чад Секстон        | Рик Эйд & Гвен Сиган                                                       | 15 января 2020   | 711         | 6.78                |
| Тайна, что объединяет Берджесс и Адама постепенно начинает оказывать серьезное влияние на их работу в полицейском департаменте. Возможно, что вскоре секрет несостоявшейся супружеской пары будет раскрыт. Тем временем серия жестоких актов вандализма, повлекшая гибель людей, вызывает стремительно возрастающую напряжённость в островном районе города, что называется Канаривиль. Этуотер делает попытки сблизиться со своим братом. Несмотря на его усилия, их взаимоотношения становятся только лишь более отдаленными и холодными. |            |                                                   |                    |                                                                            |                  |             |                     |
| 140 | 12         | «Дьявол, которого ты знаешь» «The Devil You Know» | Эрик Ла Саль       | Скотт Голд                                                                 | 22 января 2020   | 712         | 6.91                |
| 141 | 13         | «Я был тут» «I Was Here»                          | Чарльз С. Кэрролл  | Гвен Сиган                                                                 | 5 февраля 2020   | 713         | 7.14                |
| 142 | 14         | «Центр масс» «Center Mass»                        | Лиза Демэйн        | Гэвин Харрис                                                               | 12 февраля 2020  | 714         | 7.00                |
| 143 | 15         | «Бремя истины» «Burden of Truth»                  | Эрик Ла Саль       | Рик Эйд & Гвен Сиган                                                       | 26 февраля 2020  | 715         | 8.12                |
| 144 | 16         | «Интимное насилие» «Intimate Violence»            | Майкелти Уильямсон | История: Тимоти Дж. Секстон Телеадаптация: Тимоти Дж. Секстон              | 4 марта 2020     | 716         | 7.07                |
| 145 | 17         | «Перед падением» «Before the Fall»                | Николь Рубио       | Скотт Голд & Джейк Тинкер                                                  | 18 марта 2020    | 717         | 7.50                |
| 146 | 18         | «Линии» «Lines»                                   | Алекс Чаппл        | Гвен Сиган & Ким Ром                                                       | 25 марта 2020    | 718         | 7.75                |
| 147 | 19         | «Закопанные секреты» «Buried Secrets»             | Пол Маккрейн       | История: Тимоти Дж. Секстон & Гвен Сиган Телеадаптация: Тимоти Дж. Секстон | 8 апреля 2020    | 719         | 7.75                |
| 148 | 20         | «Ночная тишина» «Silence of the Night»            | Эрик Ла Саль       | Рик Эйд & Гэвин Харрис                                                     | 15 апреля 2020   | 720         | 7.82                |

### Сезон 8 (2020 - 2021)
| № общий | № в сезоне | Название                                 | Режиссёр          | Автор сценария                                           | Дата премьеры   | Зрители в США (млн) |
| ------- | ---------- | ---------------------------------------- | ----------------- | -------------------------------------------------------- | --------------- | ------------------- |
| 149     | 1          | «Борьба с призраками» «Fighting Ghosts»  | Эрик Ла Саль      | История: Гэвин Харрисон & Рик Эйд Телеалаптация: Рик Эйд | 11 ноября 2020  | 6.43                |
| 150     | 2          | «Белые костяшки» «White Knuckle»         | Николь Рубио      | Гвен Сиган                                               | 18 ноября 2020  | 6.38                |
| 151     | 3          | «Нежный возраст» «Tender Age»            | Эрик Ла Саль      | Гвен Сиган                                               | 13 января 2021  | 6.58                |
| 152     | 4          | «Непрощенный» «Unforgiven»               | Чад Секстон       | Гвен Сиган & Рик Эйд                                     | 27 января 2021  | 5.97                |
| 153     | 5          | «На твоей заботе» «In Your Care»         | Чарльз С. Кэрролл | Гвен Сиган                                               | 3 февраля 2021  | 6.09                |
| 154     | 6          | «Равное правосудие» «Equal Justice»      | Эрик Ланёвилль    | Дэниэл Аркин                                             | 10 февраля 2021 | 6.31                |
| 155     | 7          | «Инстинкт» «Instinct»                    | Чад Секстон       | Скотт Голд                                               | 17 февраля 2021 | 5.87                |
| 156     | 8          | «Защищать и служить» «Protect and Serve» | Эрик Ла Саль      | Гвен Сиган & Айк Смит                                    | 10 марта 2021   | 5.89                |
| 157     | 9          | «Несбыточная мечта» «Impossible Dream»   | Чарльз С. Кэрролл | Гэвин Харрисон & Рик Эйд                                 | 17 марта 2021   | 6.21                |
| 158     | 10         | «Радикальная правда» «The Radical Truth» | Лиза Демэйн       | Скотт Голд                                               | 31 марта 2021   | 6.42                |
| 159     | 11         | «Признаки насилия» «Signs of Violence»   | Бетани Руни       | Гвен Сиган                                               | 7 апреля 2021   | 5.80                |
| 160     | 12         | «Правовая процедура» «Due Process»       | Гай Ферленд       | Гэвин Харрисон & Рик Эйд                                 | 21 апреля 2021  | 5.89                |
| 161     | 13         | «Проблемные куклы» «Trouble Dolls»       | Джон Полсон       | Скотт Голд                                               | 5 мая 2021      | 5.67                |
| 162     | 14         | «Безопасность» «Safe»                    | Саммер-Джой Мэйн  | Гэвин Харрисон                                           | 12 мая 2021     | 5.94                |
| 163     | 15         | «Правильная вещь» «The Right Thing»      | Винсент Мисиано   | Гвен Сиган & Рик Эйд                                     | 19 мая 2021     | 5.64                |
| 164     | 16         | «Другая сторона» «The Other Side»        | Чад Секстон       | Гвен Сиган & Рик Эйд                                     | 26 мая 2021     | 6.15                |

### Сезон 9 (2021 - 2022)
| № общий | № в сезоне | Название                                      | Режиссёр          | Автор сценария                 | Дата премьеры    | Произв. код | Зрители в США (млн) |
| --- | ---------- | --------------------------------------------- | ----------------- | ------------------------------ | ---------------- | ----------- | ------------------- |
| 165 | 1          | «Замыкание» «Closure»                         | Винсент Мисиано   | Гвен Сиган & Рик Эйд           | 22 сентября 2021 | 901         | 6.54                |
| 166 | 2          | «Ярость» «Rage»                               | Чад Секстон       | Мэттью Ньюман & Гэвин Харрисон | 29 сентября 2021 | 902         | 6.22                |
| 167 | 3          | «Тот, что рядом со мной» «The One Next to Me» | Бетани Руни       | Скотт Голд                     | 6 октября 2021   | 903         | 5.75                |
| Прошлое Холстеда всплывает на поверхность, когда бывший армейский коллега оказывается замешан в смертельном взрыве. Когда ФБР начинает расследование исчезновения Роя, Аптон чувствует давление тайны, которую они с Войтом хранят. |            |                                               |                   |                                |                  |             |                     |
| 168 | 4          | «В темноте» «In the Dark»                     | Карл Ситон        | Гвен Сиган                     | 13 октября 2021  | 904         | 5.98                |
| 169 | 5          | «Бернсайд» «Burnside»                         | Бренна Маллой     | Айк Смит                       | 20 октября 2021  | 905         | 5.57                |
| 170 | 6          | «Патруль» «End of Watch»                      | Марк Роскин       | Гэвин Харрисон                 | 27 октября 2021  | 906         | 5.62                |
| 171 | 7          | «Доверься мне» «Trust Me»                     | Чад Сэкстон       | Мэттью Ньюман                  | 3 ноября 2021    | 907         | 5.58                |
| 172 | 8          | «Переломы» «Fractures»                        | Чарльз С. Кэрролл | Скотт Голд                     | 10 ноября 2021   | 908         | 5.58                |
| 173 | 9          | «Выход» «A Way Out»                           | Лиза Робинсон     | Гвен Сиган                     | 8 декабря 2021   | 909         | 5.64                |
| 174 | 10         | «Домашний сейф» «Home Safe»                   | Лиза Демэйн       | Елена Перез                    | 5 января 2022    | 910         | 6.06                |
| 175 | 11         | «Ложь» «Lies»                                 | Неизвестно        | Неизвестно                     | 12 января 2022   | 911         | 5.81                |
| 176 | 12         | «Чтобы защитить» «To Protect»                 | Неизвестно        | Неизвестно                     | 19 января 2022   | 912         | 5.79                |
| 177 | 13         | «Неподвижная вода» «Still Water»              | Неизвестно        | Неизвестно                     | 23 февраля 2022  | 913         | 6.01                |
| 178 | 14         | «Кровные связи» «Blood Relation»              | Неизвестно        | Неизвестно                     | 2 марта 2022     | 914         | 5.81                |
| 179 | 15         | «Изчезнувший» «Gone»                          | Неизвестно        | Неизвестно                     | 9 марта 2022     | 915         | 6.38                |
| 180 | 16         | «Завершение» «Closer»                         | Неизвестно        | Неизвестно                     | 16 марта 2022    | 916         | 5.33                |
| 181 | 17         | «По течению» «Adrift»                         | Неизвестно        | Неизвестно                     | 6 апреля 2022    | 917         | 5.71                |
| 182 | 18         | «Новая гвардия» «New Guard»                   | Неизвестно        | Неизвестно                     | 13 апреля 2022   | 918         | 5.92                |
| 183 | 19         | «Золото дураков» «Fool's Gold»                | Неизвестно        | Неизвестно                     | 20 апреля 2022   | 919         | 6.08                |
| 184 | 20         | «Память» «Memory»                             | Неизвестно        | Неизвестно                     | 11 мая 2022      | 920         | 5.56                |
| 185 | 21         | «Карточный домик» «House of Cards»            | Неизвестно        | Неизвестно                     | 18 мая 2022      | 921         | 5.47                |
| 186 | 22         | «Ты и я» «You and Me»                         | Неизвестно        | Неизвестно                     | 25 мая 2022      | 922         | 5.98                |

### Сезон 10 (2022 - 2023)
| № общий | № в сезоне | Название                                     | Режиссёр      | Автор сценария  | Дата премьеры    | Произв. код | Зрители в США (млн) |
| ------- | ---------- | -------------------------------------------- | ------------- | --------------- | ---------------- | ----------- | ------------------- |
| 187     | 1          | «Пусть это истекает кровью» «Let It Bleed»   | Чад Сэкстон   | Гвен Сиган      | 21 сентября 2022 | 1001        | 5.48                |
| 188     | 2          | «Настоящий Ты» «The Real You»                | Лиза Робинсон | Гэвин Харрисон  | 28 сентября 2022 | 1002        | 5.32                |
| 189     | 3          | «Хороший человек» «A Good Man»               | Карл Ситон    | Скотт Голд      | 5 октября 2022   | 1003        | 5.95                |
| 190     | 4          | «Где ты живешь» «Dónde Vives»                | Бренна Маллой | Кевин Дайбольдт | 12 октября 2022  | 1004        | 5.65                |
| 191     | 5          | «Розовое облако» «Pink Cloud»                | Чад Сэкстон   | Гвен Сиган      | 19 октября 2022  | 1005        | 5.58                |
| 192     | 6          | «Симпатический рефлекс» «Sympathetic Reflex» | Неизвестно    | Неизвестно      | 2 ноября 2022    | 1006        | 5.06                |
| 193     | 7          | «В бездну» «Into the Deep»                   | Неизвестно    | Неизвестно      | 9 ноября 2022    | 1007        | 4.69                |
| 194     | 8          | «Под кожей» «Under the Skin»                 | Неизвестно    | Неизвестно      | 16 ноября 2022   | 1008        | 5.39                |
| 195     | 9          | «Доказательство бремени» «Proof of Burden»   | Неизвестно    | Неизвестно      | 7 декабря 2022   | 1009        | 5.39                |
| 196     | 10         | «Эта работа» «This Job»                      | Неизвестно    | Неизвестно      | 4 января 2023    | 1010        | 5.59                |

### Сезон 11 (2024)
| № общий | № в сезоне | Название                                    | Режиссёр    | Автор сценария | Дата премьеры   | Зрители в США (млн) |
| --- | ---------- | ------------------------------------------- | ----------- | -------------- | --------------- | ------------------- |
| 209 | 1          | «Распаковка» «Unpacking»                    | Чад Секстон | Гвен Сиган     | 17 января 2024  | 5.82                |
| Аптон, которой поручено следить за командой по предотвращению кризисных ситуаций, обнаруживает, что ее подход к работе полиции расходится с подходом врача-психиатра команды. Это дело выявляет личную борьбу Аптон, Войт поддерживает ее. |            |                                             |             |                |                 |                     |
| 210 | 2          | «Протектор» «Retread»                       | Неизвестно  | Неизвестно     | 24 января 2024  | 5.48                |
| 211 | 3          | «Безопасная гавань» «Safe Harbor»           | Неизвестно  | Неизвестно     | 31 января 2024  | 5.53                |
| 212 | 4          | «Побег» «Escape»                            | Неизвестно  | Неизвестно     | 7 февраля 2024  | 5.07                |
| 213 | 5          | «Доля секунды» «Split Second»               | Неизвестно  | Неизвестно     | 21 февраля 2024 | 5.35                |
| 214 | 6          | «Выживание» «Survival»                      | Неизвестно  | Неизвестно     | 28 февраля 2024 | 5.16                |
| 215 | 7          | «Живые и мертвые» «The Living and The Dead» | Неизвестно  | Неизвестно     | 20 марта 2024   | 5.06                |

### Сезон 12 (2024 - 2025)
| № общий | № в сезоне | Название            | Режиссёр   | Автор сценария | Дата премьеры    | Произв. код | Зрители в США (млн) |
| ------- | ---------- | ------------------- | ---------- | -------------- | ---------------- | ----------- | ------------------- |
| 222     | 1          | «Ten Ninety-Nine»   | Неизвестно | Неизвестно     | 25 сентября 2024 | 1201        | 4.31                |
| 223     | 2          | «Blood Bleeds Blue» | Неизвестно | Неизвестно     | 2 октября 2024   | 1202        | 4.82                |
| 224     | 3          | «Off Switch»        | Неизвестно | Неизвестно     | 9 октября 2024   | 1203        | 4.34                |

### Сезон 13 (2025 - 2026)
| № общий | № в сезоне | Название | Режиссёр | Автор сценария | Дата премьеры | Произв. код | Зрители в США (млн) |
| ------- | ---------- | -------- | -------- | -------------- | ------------- | ----------- | ------------------- |